# Nolana cerrateana
Nolana cerrateana ist eine Pflanzenart aus der Gattung Nolana in der Familie der Nachtschattengewächse (Solanaceae).

## Beschreibung
Nolana cerrateana sind mehr oder weniger behaarte, niederliegende Halbsträucher. Die Stängel haben eine Dicke von 2,5 bis 3,5 mm, die einzelnen Zweige sind wollig behaart und wellig, sie werden 6,5 bis 14 cm lang und 1 bis 3 mm dick.
Die Laubblätter stehen in Büscheln und sind linear-lanzettlich, leicht zurückgebogen, an der Basis eng verjüngt und nach vorn hin zugespitzt. Sie werden zwischen 11 und 26 mm lang und 2 bis 5,5 mm breit.
Die Blütenstiele haben eine Länge von 0,5 bis 3,5 mm, sie sind nach oben gerichtet. Der Kelch ist glockenförmig und wollig behaart, er hat eine Länge von 9 bis 14 mm und einen Durchmesser von 3 bis 5 mm. Der Kelch besteht aus einer 3 bis 7 mm langen Kelchröhre, die nicht verwachsenen Teile der Kelchblätter bilden zugespitzte, nahezu aufrecht stehende Zipfel, die 4 bis 7 mm lang und an der Basis 1,8 bis 3,5 mm breit werden können. Die Krone ist trichterförmig und blau gefärbt, 17 bis 23 mm lang, ihr Durchmesser beträgt 12 bis 20 mm. Der Kronsaum ist unklar gelappt, die Kronblätter sind mit kerbenartigen Zacken markiert. Die Innenseite der kurzen Kronröhre ist behaart. Die Staubblätter sind ungleich lang, die längeren messen 11 bis 14 mm, die kürzeren 1 bis 11 mm. Der Griffel ist 7 bis 8,5 mm lang.
Die Früchte bestehen aus zehn bis 14 nierenförmigen Teilfrüchten, die in zwei Reihen stehen. Die fünf inneren Teilfrüchte sind 4 bis 4,8 mm lang und 3 bis 3,5 mm breit, die fünf bis neun äußeren Teilfrüchte sind 2,8 bis 3 mm lang und etwa 2 mm breit.

## Verbreitung
Die Art ist ein Endemit Südperus und kommt im Departement Arequipa vor.

## Systematik
Phylogenetische Untersuchungen ergaben, dass die Art innerhalb der Gattung am nächsten mit Nolana arequipensis, Nolana confinis, Nolana gayana, Nolana intonsa, Nolana johnstonii, Nolana lycioides, Nolana pallida, Nolana pilosa, Nolana thinophila, Nolana tomentella und Nolana volcanica verwandt ist. Mit Ausnahme von Nolana intonsa (aus Chile) stammen alle Arten aus Peru, sie bilden eine monophyletische Klade.

## Botanische Geschichte und Etymologie
Die Art wurde 1955 von Ramón Alejandro Ferreyra erstbeschrieben. Das Art-Epitheton bezieht sich auf Emma Cerrate, Mitarbeiterin und zwischen 1985 und 1988 Direktorin des Museo de Historia Natural in Lima (Peru).